# Рубен Суарес
Рубен Суарес Естрада  (ісп. Rubén Suárez Estrada, ісп. вимова: [ruˈβen ˈswaɾeθ], нар. 19 лютого 1979, Хіхон) — іспанський футболіст, що грав на позиції нападника.

## Клубна кар'єра
Вихованець клубу «Спортінг» (Хіхон). З 1997 року став виступати за резервну команду «Спортінг Б» (Хіхон), а у сезоні 1998/99 років дебютував і у складі першої команди, за яку провів 104 матчі у Сегунді, забивши 11 голів до 2004 року. Після цього протягом чотирьох сезонів виступав у цьому ж дивізіоні за «Ельче».

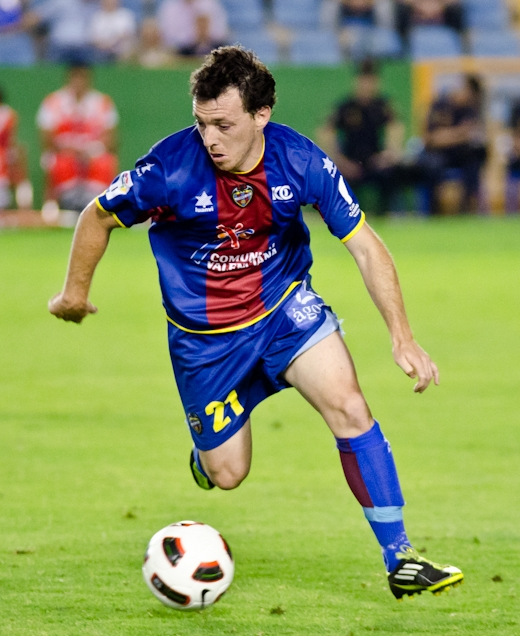
Рубен Суарес під час виступів за «Леванте». 2011 рік.

У липні 2008 року Суарес приєднався до «Леванте», що теж грало у Сегунді. Під час свого першого сезону в команді він став найкращим бомбардиром клубу з 11 голами, а у наступному сезоні 2009/10 року, зігравши 39 ігор і забивши 13 м'ячів, він не лише вдруге став найкращим бомбардиром команди, а й допоміг їй повернутись до Ла Ліги після дворічної відсутності. 28 серпня 2010 року, у віці 31, півроку та дев'яти днів, Рубен дебютував у іспанському вищому дивізіоні, забивши перший гол у домашній грі проти «Севільї», реалізувавши пенальті, втім у підсумку його команда поступилась 1:4. Загалом у своєму дебютному сезоні у Прімері Суарес забив 5 голів у 26 матчах, тим самим ставши третім найкращим бомбардиром команди, а у наступному сезоні 2011/12 «Леванте» провів найкращий сезон у своїй історії та кваліфікувався до Ліги Європи, а Рубен забив 8 голів.
Після закінчення контракту Рубен підписав контракт з китайським «Гуйчжоу Женьхе», де грав до кінця 2012 року, а січні 2013 року повернувся на батьківщину і став гравцем «Альмерії» з Сегунди, якій допоміг у тому ж сезоні вийти до Прімери. Зігравши на початку сезону 2013/14 свій останній у кар'єрі матч у вищому дивізіоні країни, 30 серпня 2013 року Суарес покинув команду і став гравцем грецької «Шкоди Ксанті».
Завершував ігрову кар'єру у іспанських аматорських клубах «Кастельйон», «Торрев'єха», «Торре Леванте» та «Депортіво Асеро», де грав до 2019 року.

## Виступи за збірні
1997 року дебютував у складі юнацької збірної Іспанії (U-18). З командою до 20 років поїхав на молодіжний чемпіонат світу 1999 року, де забив 1 гол, а Іспанія вперше у своїй історії здобула золоті медалі чемпіонату. Загалом на юнацькому рівні взяв участь у 17 іграх, відзначившись одним забитим голом.
1999 року залучався до складу молодіжної збірної Іспанії до 21 року. На молодіжному рівні зіграв в одному офіційному матчі.

## Особисте життя
Батько Суареса, Кунді, також був футболістом і грав за «Спортінг» (Хіхон), а також грав за збірну Іспанії, у складі якої був учасником Євро-1980 та Олімпіади-1976.

## Титули і досягнення
- Чемпіон світу (U-20): 1999